# Pottemagerhjul
En (keramik-)drejeskive, eller et pottemagerhjul, er et redskab, som bruges af pottemagere / keramikere til at forme runde kar, vaser og lignende.
Drejeskiven bruges også efter tørringen til at fjerne overflødigt materiale (kanter el lign.), og ved dekoration med ringe af farvet glasur.
Drejeskiven brugtes meget i den gamle verden, men var ukendt i den præcolumbianske tid i den nye verden, hvor lervarer blev håndlavet ved en metode som omfattede rulning og bankning.

## Historie
Mange tidlige lervarer blev lavet med hånden ved hjælp af en enkel teknik: ved at rulle leret ud i lange pølser, som så blev formet og slået til der blev dannet et kar eller en krukke. Tidlige lervarer fremstillet på denne måde blev som regel lagt på måtter eller store blade for at tørre. Ved at lægges på en måtte eller et blad kunne der efterlades et aftryk under karet.

### Tidlige lervarer
Den tidligste form for drejeskive ("tourneys" eller langsomme hjul) blev sandsynligvis udviklet som en udvikling af denne teknik (pølseteknik). Tourneys var i brug omkring år 4500 f.Kr. i Nærorienten, hvor man drejede langsomt med hænderne eller fødderne mens man formede et kar.
Det var kun muligt at fremstille mindre ting på denne måde med en tourney. Med opfindelsen af drejeskiven blev det lettere at fremstille større drejede lervarer.
Senere blev hurtigere hjul udviklet, som virker efter svinghjulsprincippet. Det udnytter energien oplagret i den roterende masse af (sten)hjulet, som medvirker til holde processen i gang.
Hjulet blev kørt op i hastighed og fik kinetisk energiènergi ved at slå med en kæp eller lignende.
Det hurtige hjul satte pottemageren i stand til at udvikle en ny process, "throwing", hvor en klump ler blev placeret på hjulet, og så klemt, trukket og formet mens hjulet roterede. Processen har tendens til at efterlade ringe på indersiden af krukken, og der blev produceret tyndvæggede krukker og vaser med en større variation. Lervarer dannet på en drejeskive kan let skelnes fra håndlavede. Lervarer kunne nu produceres hurtigere, et første skridt mod industrialiseringen.

### Tvivl blandt forskere
I moderne tid har mange forskere fremsat teorier om, at drejeskiver først blev udviklet i Mesopotamien. En drejeskive i sten blev fundet i den mesopotanske by Ur i dagens Irak, og antages at stamme fra tiden 3000 år f. Kr., men fragmenter af lervarer lavet på drejeskive af endnu tidligere dato er fundet i samme område.
Således er Sydvest-europa 
og Kina  også udpeget som mulige steder. Ikke desto mindre, lervarer lavet på drejskiven var populære blandt pottemakere så tidlig som 3500 år før Kristus i de store byer i Indusdalen, civilisationens vugge i Sydasien, nemlig Harappa og Mohenjo-daro (ifølge Kenoyer, 2005). Andre ser Egypten som stedet, hvor drejeskiven først blev brugt.
I jernalderen blev drejeskiven oftest brugt, placeret en meter over gulvet (ca. bordhøjde), og forbundet med en aksel til hjulet i gulvniveau. Dette arrangement gjorde pottemageren i stand til at holde hjulet i gang med fødderne, mens begge hænder var frie til at manipulere arbejdsstykket.

## Teknikken med " throwing"
En rund, fugtig klump ler lægges i hjulets centrum. Klumpen behandles til den bliver jævn. Pottemageren finder centrum ved at holde tommelen ind mod klumpen til den ikke møder modstand, og tommelen presses mod klumpens centrum, stopper omtrent 5 mm fra bunden (toppen af hjulet). Indersiden af karet udvides. Derefter formes siderne og gøres tyndere ved at klemme med begge hænderne. Karet formes og gøres glattere. Karet fjernes fra hjulet med en tynd ståltråd, og sættes til side for at størkne. Derefter, når karet er størknet, sættes karet på hjulet og trimmes med et skarpt værktøj.
En god pottemager kan let bearbejde 15 kg ler om dagen.
Alternativt, ved at kaste og lægge nye ruller med ler på, kan pottemageren lave krukker op til næsten halvanden meter høje. Varmen fra en blæselampe bruges til at tørre hver sektion før en ny lægges på. I kinesiske fabrikker laves meget store krukker ved at to pottemagere arbejder med samme krukke.

## Drejeskiven i myter og legender
I gammel egyptisk mytologi siges det, at Guden Khnum havde skabt det første menneske på en drejeskive.

## Eksterne link
- Pottery. video on Internet Archive